# SYCE2
SYCE2 (англ. Synaptonemal complex central element protein 2) – білок, який кодується однойменним геном, розташованим у людей на короткому плечі 19-ї хромосоми. Довжина поліпептидного ланцюга білка становить 218 амінокислот, а молекулярна маса — 24 690.
| 10         |  | 20         |  | 30         |  | 40         |  | 50         |
| ---------- |  | ---------- |  | ---------- |  | ---------- |  | ---------- |
| MERQGVDVPH |  | VKCKDQEPQP |  | LGESKEHPRW |  | EENCEEEAGG |  | GPASASCQLT |
| VLEGKSGLYF |  | SSLDSSIDIL |  | QKRAQELIEN |  | INKSRQKDHA |  | LMTNFRNSLK |
| TKVSDLTEKL |  | EERIYQIYND |  | HNKIIQEKLQ |  | EFTQKMAKIS |  | HLETELKQVC |
| HSVETVYKDL |  | CLQPEQSLRL |  | RWGPDHSRGK |  | SPPRPGNSQP |  | PDVFVSSVAE |
| TTSQATASEV |  | QTNRDGEC   |  |            |  |            |  |            |

A: Аланін

C: Цистеїн

D: Аспарагінова кислота

E: Глутамінова кислота

F: Фенілаланін

G: Гліцин

H: Гістидин

I: Ізолейцин

K: Лізин

L: Лейцин

M: Метіонін

N: Аспарагін

P: Пролін

Q: Глутамін

R: Аргінін

S: Серин

T: Треонін

V: Валін

W: Триптофан

Задіяний у таких біологічних процесах, як клітинний цикл, поділ клітини, мейоз. 
Локалізований у ядрі.